# کلئوپاترا تئا
کلئوپاترا تئا (یونانی: Κλεοπάτρα Θεά)؛ (زاده ۱۶۴ - درگذشته ۱۲۱ پیش از میلاد) ملکه امپراتوری سلوکی از سال ۱۵۰ تا ۱۲۶ پیش از میلاد بود و در این مدت توانست سیاست را تحت تأثیر قرار دهد. او همچنین از سال ۱۲۶ تا ۱۲۱ پیش از میلاد ملکه حاکم امپراتوری سلوکی بود و در کنار پسرانش سلوکوس پنجم و آنتیوخوس هشتم مشترکاً فرمانروایی می‌کرد.